# Mandysova vila
Mandysova vila je secesní vila Václava Mandyse v Holicích v okrese Pardubice.

## Historie
Vila (pravděpodobně) podle architektonického návrhu holického rodáka Václava Mandyse byla vybudována v roce 1910 ve stylu pozdní secese. Nese název NA RODNÉ HROUDĚ, který je ve štuku proveden ve štítu vily. Sloužila k ubytování Mandysovy rodiny. Od roku 1958 je vila včetně zachovaného původního oplocení kulturní památkou.

## Architektura
Hlavní průčelí, orientované do ulice Staroholická, je pětiosé. Vévodí mu ve střední části rizalit se čtyřdílným oknem v přízemí, s balkónem s kuželkovým zábradlím v patře a se segmentovým štítem, který je doplněn postranními pilíři s maskarony a vázami. Vstup na balkon umožňuje francouzské okno neobvyklého kulatého tvaru. Nad okny v bočních částech přední fasády jsou štukové reliéfy s motivy ročních období. Spodní část fasády je obložena kamenem, do poloviny oken pak sahá kanelura zakončená štukovým pásem s rostlinným ornamentem. Boční části jsou završeny atikami se štukovou výzdobou. Pravé boční průčelí je trojosé, dvě z os pokrývá prosklená veranda s mnohatabulkovými okny a přístupem po schodech. Veranda tvoří podlahu terasy se zábradlím s kuželkami. Segmentově zaklenuté francouzské okno, umožňující vstup na terasu, je po obou stranách zdobeno štukovými figurálními motivy. Levé boční průčelí je čtyřosé, přes dvě osy je umístěn rizalit. Štuková výzdoba má podobný charakter jako v protějším průčelí. Zahradní průčelí je pouze dvouosé, se stejnými okny jako v uličním průčelí a bez štukové výzdoby.
Parcela je ohrazena oplocením se sloupky z režného zdiva a s dekorativní mřížovou výplní. Vjezd mírně ustupuje z uliční čáry a je opatřen podobně provedenými vraty a brankou.